# Ago (Fluggesellschaft)
Die Aktiengesellschaft Ago war eine Fluggesellschaft in der Republik Estland. Sie existierte von 1939 bis 1940.

## Firmengeschichte

### Gründung
Im Jahr 1928 war die erste estnische Fluggesellschaft Aeronaut in Konkurs gegangen. Seitdem wurde Estland nur noch von ausländischen Linien angeflogen: der finnischen Aero, der schwedischen ABA, der polnischen LOT und der deutschen Lufthansa. Das Flugaufkommen wuchs, insbesondere nach Inbetriebnahme des neuen Flugfelds Tallinn-Ülemiste Mitte der 1930er Jahre. Im Jahr 1937 verzeichnete der Flughafen bereits knapp 12.000 Passagiere.
Am 21. Februar 1939 wurde die neue estnische Fluggesellschaft Ago auf Betreiben der estnischen Regierung gegründet. Sie sollte zu 50 % aus Staatskapital und zu 50 % durch private Eigentümer finanziert werden. Das Grundkapital betrug 550.000 Estnische Kronen.
Anteilseigner waren neben dem estnischen Staat das 1911 gegründete Schifffahrtsunternehmen Tallinna Laevaühisus, das Busunternehmen OÜ Mootor und das Reisebüro Carl F. Gahlnbäck. Zum Vorsitzenden des Aufsichtsrates wurde der Präsident der Krediitpank, Peeter Kurvits, gewählt. Geschäftsführer wurde der Direktor von OÜ Mootor, August Kerem.

### Flugzeuge
Im Jahr 1939 bestellte Ago aus Deutschland zwei Maschinen des Typs Junkers Ju 52/3m. Der Kaufpreis betrug insgesamt 680.000 Estnische Kronen.
Die dreimotorigen Maschinen konnten jeweils 18 Passagiere und Fracht befördern. Die estnische Luftpost sollte wenn möglich mit Maschinen der Ago befördert werden.
Die erste Maschine kam am 5. Oktober 1939 in Tallinn an (estnisches Luftfahrzeugkennzeichen ES-AGO, vormals D-AXWA). Sie wurde von dem estnischen Militärpiloten Peeter Olt (1896–1970) geflogen. Deutschland befand sich damals noch im Krieg mit Polen.
Die zweite Maschine landete am 20. Oktober 1939 auf estnischem Boden (estnisches Luftfahrzeugkennzeichen ES-AUL, vormals D-AXWB), geflogen vom deutschen Piloten Tautzenberg.

### Flugstrecken
Europa befand sich zum Zeitpunkt der Gründung von Ago durch die deutsche und sowjetische Aggressionspolitik in einer angespannten politischen Lage. Die ersten Verkehrsflüge der Ago verzögerten sich wegen Ausbruch des sogenannten Winterkrieges. Am 30. November 1939 hatte die Sowjetunion das Nachbarland Finnland überfallen. Der Krieg endete am 13. März 1940.
Der erste Auslandsflug von Ago fand am 27. März 1940 von Tallinn nach Stockholm statt. Pilot des Jungfernfluges war Peeter Olt.
Am 2. April 1940 wurde offiziell die reguläre Flugstrecken von Tallinn nach Helsinki eingeweiht. Am 10. April 1940 eröffnete die Linie Tallinn-Stockholm. Erster Passagier der Ago von Tallinn nach Helsinki war ein Diplomat der rumänischen Gesandtschaft in Oslo, der eine entsprechende Urkunde und ein Abzeichen erhielt.
Am 7. Mai 1940 eröffnete die Flugroute von Tallinn über Riga nach Königsberg, das drei Mal wöchentlich angeflogen werden sollte. Von Königsberg ging ein Anschlussflug direkt nach Berlin. Lettland und Litauen verfügten damals über keine eigenen internationalen Fluggesellschaften.

### Auflösung
Die politische Lage in Europa im Sommer beeinträchtigte immer mehr den Flugverkehr mit Estland. Am 14. Juni 1940 schossen zwei Tupolew SB-2 der sowjetischen Luftwaffe das finnische Passagierflugzeug Kaleva im estnischen Luftraum ab; es stürzte dann ins Meer. Die Hintergründe sind bis heute nicht restlos aufgeklärt. Alle Passagiere und Besatzungsmitglieder kamen ums Leben.
Wenige Tage später besetzte die Rote Armee Estland. Die Fluggesellschaft Ago wurde wie alle größeren estnischen Unternehmen von den sowjetischen Behörden verstaatlicht. Im Juni 1941 wurden beide Flugzeuge ins Innere der Sowjetunion gebracht und der Fluggesellschaft Aeroflot übergeben. Ihr weiterer Verbleib ist nicht bekannt.